# Tatjana Łogunowa
Tatjana Jurjewna Łogunowa, ros. Татьяна Юрьевна Логунова (ur. 3 lipca 1980 w Moskwie) – rosyjska szpadzistka, trzykrotna medalistka olimpijska, czterokrotna medalistka mistrzostw świata i trzykrotna mistrzyni Europy.
Podczas igrzysk olimpijskich w Sydney w 2000 roku wspólnie z Kariną Aznawurian, Mariją Maziną i Oksaną Jermakową wywalczyła złoty medal w zawodach drużynowych. Indywidualnie była tam czwarta, przegrywając walkę o podium z Francuzką Laurą Flessel-Colovic 6-15. Rosjanki z Łogunową w składzie obroniły tytuł na igrzyskach w Atenach w 2004 roku. Na igrzyskach w Pekinie w 2008 roku była siedemnasta w rywalizacji indywidualnej, a cztery lata później, podczas igrzysk olimpijskich w Londynie była czwarta drużynowo. Brała też udział w igrzyskach olimpijskich w Rio de Janeiro w 2016 roku, gdzie reprezentantki Rosji w składzie: Wioletta Kołobowa, Tatjana Łogunowa, Lubow Szutowa i Olga Koczniewa wywalczyły brązowy medal drużynowo. Indywidualnie zajęła osiemnaste miejsce. 
Na mistrzostwach świata w Nîmes w 2001 roku wspólnie z Mariją Maziną, Anną Siwkową i Tatjaną Fachrutdinową zdobyła złoty medal w zawodach drużynowych. Wynik ten powtórzyła na rozgrywanych dwa lata później mistrzostwach świata w Hawanie, startując razem z Kariną Aznawurian, Oksaną Jermakową i Anną Siwkową. Następnie zdobyła srebrny medal drużynowo na mistrzostwach świata w Petersburgu (2007). Ponadto zajęła trzecie miejsce podczas mistrzostw świata w Paryżu (2010), ustępując tylko Maureen Nisimie z Francji i Węgierce Emese Szász.
Wielokrotnie zdobywała medale mistrzostw Europy, w tym złote drużynowo na mistrzostwach Europy w Bourges (2003), mistrzostwach Europy w Kopenhadze (2004) i mistrzostwach Europy w Legnano (2012) oraz indywidualnie podczas mistrzostw Europy w Bourges (2003).